# Luxemburgs voetbalelftal in 2011
Het Luxemburgs voetbalelftal speelde in totaal tien interlands in het jaar 2011, waaronder zes wedstrijden in de kwalificatiereeks voor de EK-eindronde 2012 in Polen en Oekraïne. De ploeg stond onder leiding van oud-international Luc Holtz, die in voorafgaande jaar was aangetreden als opvolger van Guy Hellers. Die stapte op na het 0-0 gelijkspel in de vriendschappelijke wedstrijd tegen Faeröer op 4 juni 2010. Op de FIFA-wereldranglijst steeg Luxemburg in 2011 van de 132ste (januari 2011) naar de 128ste plaats (december 2011). Vier spelers kwamen in 2011 in alle tien duels in actie: Jonathan Joubert, Guy Blaise, Tom Schnell en Ben Payal.

## Balans
| Wedstrijden | Wedstrijden | Wedstrijden | Wedstrijden | Doelpunten | Doelpunten | Doelpunten | Punten |
| Gespeeld    | Winst       | Gelijk      | Verlies     | Voor       | Tegen      | Saldo      | Punten |
| ----------- | ----------- | ----------- | ----------- | ---------- | ---------- | ---------- | ------ |
| 10          | 2           | 0           | 8           | 5          | 23         | –18        | 0.400  |

## Interlands
|                                                                 |                                       |       |                    |                                                                                          |
| 9 februari Vriendschappelijk № 512 «onderlinge duels» 19:15 uur | Luxemburg                             | 2 – 1 | Slowakije          | Stade Josy Barthel, Luxemburg Toeschouwers: onbekend Scheidsrechter: Olivier Thual (FRA) |
| 9 februari Vriendschappelijk № 512 «onderlinge duels» 19:15 uur | Daniel da Mota 60' Daniel da Mota 81' |       | 55' Erik Jendrišek | Stade Josy Barthel, Luxemburg Toeschouwers: onbekend Scheidsrechter: Olivier Thual (FRA) |

|                                                             |           |                                       |           |                                                                                   |
| 25 maart EK-kwalificatie № 513 «onderlinge duels» 21:00 uur | Luxemburg | 0 – 2                                 | Frankrijk | Stade Josy Barthel, Luxemburg Toeschouwers: 8.400 Scheidsrechter: Tom Hagen (NOR) |
| 25 maart EK-kwalificatie № 513 «onderlinge duels» 21:00 uur |           | 28' Philippe Mexès 72' Yoann Gourcuff |           | Stade Josy Barthel, Luxemburg Toeschouwers: 8.400 Scheidsrechter: Tom Hagen (NOR) |

|                                                             |                                                |       |                 |                                                                                           |
| 29 maart EK-kwalificatie № 514 «onderlinge duels» 18:45 uur | Roemenië                                       | 3 – 1 | Luxemburg       | Stadionul Ceahlăul, Piatra Neamt Toeschouwers: 13.500 Scheidsrechter: Hüseyin Göçek (TUR) |
| 29 maart EK-kwalificatie № 514 «onderlinge duels» 18:45 uur | Adrian Mutu 24' Adrian Mutu 68' Ianis Zicu 78' |       | 22' Lars Gerson | Stadionul Ceahlăul, Piatra Neamt Toeschouwers: 13.500 Scheidsrechter: Hüseyin Göçek (TUR) |

|                                                             |           |                  |           |                                                                                           |
| 3 juni Vriendschappelijk № 515 «onderlinge duels» 19:15 uur | Luxemburg | 0 – 1            | Hongarije | Stade Josy Barthel, Luxemburg Toeschouwers: 1.213 Scheidsrechter: Þorvaldur Árnason (ISL) |
| 3 juni Vriendschappelijk № 515 «onderlinge duels» 19:15 uur |           | 53' Imre Szabics |           | Stade Josy Barthel, Luxemburg Toeschouwers: 1.213 Scheidsrechter: Þorvaldur Árnason (ISL) |

|                                                           |                                               |       |           |                                                                               |
| 7 juni EK-kwalificatie № 516 «onderlinge duels» 19:00 uur | Wit-Rusland                                   | 2 - 0 | Luxemburg | Dinamo Stadion, Minsk Toeschouwers: 8.000 Scheidsrechter: Anar Salmanov (AZE) |
| 7 juni EK-kwalificatie № 516 «onderlinge duels» 19:00 uur | Sergej Kornilenko 48' (pen.) Anton Putilo 73' |       |           | Dinamo Stadion, Minsk Toeschouwers: 8.000 Scheidsrechter: Anar Salmanov (AZE) |

|                                                                  |                                                                                               |       |           |                                                                                  |
| 10 augustus Vriendschappelijk № 517 «onderlinge duels» 21:00 uur | Portugal                                                                                      | 5 – 0 | Luxemburg | Estádio Algarve, Faro Toeschouwers: onbekend Scheidsrechter: Antonio Mateu (ESP) |
| 10 augustus Vriendschappelijk № 517 «onderlinge duels» 21:00 uur | Hélder Postiga 26' Cristiano Ronaldo 44' Fábio Coentrão 47' Hugo Almeida 59' Hugo Almeida 73' |       |           | Estádio Algarve, Faro Toeschouwers: onbekend Scheidsrechter: Antonio Mateu (ESP) |

|                                                                |           |                                     |          |                                                                                        |
| 2 september EK-kwalificatie № 518 «onderlinge duels» 18:30 uur | Luxemburg | 0 – 2                               | Roemenië | Stade Josy Barthel, Luxemburg Toeschouwers: 2.812 Scheidsrechter: Sergey Karasev (RUS) |
| 2 september EK-kwalificatie № 518 «onderlinge duels» 18:30 uur |           | 34' Gabriel Torje 45' Gabriel Torje |          | Stade Josy Barthel, Luxemburg Toeschouwers: 2.812 Scheidsrechter: Sergey Karasev (RUS) |

|                                                                |                                         |       |                   |                                                                                      |
| 6 september EK-kwalificatie № 519 «onderlinge duels» 18:30 uur | Luxemburg                               | 2 – 1 | Albanië           | Stade Josy Barthel, Luxemburg Toeschouwers: 2.132 Scheidsrechter: Petteri Kari (FIN) |
| 6 september EK-kwalificatie № 519 «onderlinge duels» 18:30 uur | Gilles Bettmer 27' Aurélien Joachim 78' |       | 64' Erjon Bogdani | Stade Josy Barthel, Luxemburg Toeschouwers: 2.132 Scheidsrechter: Petteri Kari (FIN) |

|                                                              | |       |           |                                                                             |
| 7 oktober EK-kwalificatie № 520 «onderlinge duels» 19:00 uur | Bosnië en Herz.                                                                                             | 5 – 0 | Luxemburg | Bilino Polje, Zenica Toeschouwers: 10.000 Scheidsrechter: Simon Evans (WAL) |
| 7 oktober EK-kwalificatie № 520 «onderlinge duels» 19:00 uur | Edin Džeko 12' Zvjezdan Misimović 15' Zvjezdan Misimović 22' (pen.) Miralem Pjanić 36' Haris Međunjanin 51' |       |           | Bilino Polje, Zenica Toeschouwers: 10.000 Scheidsrechter: Simon Evans (WAL) |

|                                                                  |           |                 |             |                                                                                            |
| 15 november Vriendschappelijk № 521 «onderlinge duels» 19:15 uur | Luxemburg | 0 – 1           | Zwitserland | Stade Josy Barthel, Luxemburg Toeschouwers: 852 Scheidsrechter: Sébastien Delferiere (BEL) |
| 15 november Vriendschappelijk № 521 «onderlinge duels» 19:15 uur |           | 9' Granit Xhaka |             | Stade Josy Barthel, Luxemburg Toeschouwers: 852 Scheidsrechter: Sébastien Delferiere (BEL) |

## FIFA-wereldranglijst
| JAN | FEB | MAR | APR | MEI | JUN | JUL | AUG | SEP | OKT | NOV | DEC |
| --- | --- | --- | --- | --- | --- | --- | --- | --- | --- | --- | --- |
| 132 | 131 | 117 | 126 | 125 | 128 | 128 | 128 | 114 | 118 | 127 | 128 |

## Statistieken
| Jonathan Joubert  | 1979-09-12 | F91 Dudelange       | 10 | 0 | 0 | 50 | 0 |
| Verdediging       |            |                     |    |   |   |    |   |
| Guy Blaise        | 1980-12-12 | Excelsior Virton    | 10 | 0 | 0 | 22 | 0 |
| Tom Schnell       | 1985-10-08 | CS Fola Esch        | 10 | 0 | 0 | 26 | 0 |
| Eric Hoffmann     | 1984-06-21 | Jeunesse Esch       | 8  | 0 | 0 | 76 | 0 |
| Tom Laterza       | 1992-05-09 | CS Sedan Ardennes B | 3  | 4 | 0 | 14 | 0 |
| Mathias Jänisch   | 1990-08-27 | FC Differdange 03   | 2  | 3 | 0 | 17 | 0 |
| Ante Bukvić       | 1987-11-14 | FC Differdange 03   | 2  | 1 | 0 | 4  | 0 |
| Massimo Martino   | 1990-09-18 | RM Hamm Benfica     | 1  | 4 | 0 | 12 | 0 |
| Kevin Malget      | 1991-01-15 | F91 Dudelange       | 1  | 1 | 0 | 3  | 0 |
| Jacques Plein     | 1987-02-17 | Progrès Niedercorn  | 0  | 1 | 0 | 1  | 0 |
| Tom Siebenaler    | 1990-09-28 | FC Differdange 03   | 0  | 1 | 0 | 1  | 0 |
| Middenveld        |            |                     |    |   |   |    |   |
| Ben Payal         | 1988-09-08 | F91 Dudelange       | 10 | 0 | 0 | 45 | 0 |
| Lars Krogh Gerson | 1990-02-05 | Kongsvinger IL      | 9  | 1 | 1 | 19 | 1 |
| Gilles Bettmer    | 1989-03-31 | FC Differdange 03   | 9  | 0 | 1 | 47 | 1 |
| Charles Leweck    | 1983-07-19 | Etzella Ettelbruck  | 9  | 0 | 0 | 32 | 0 |
| Mario Mutsch      | 1984-09-03 | FC Sion             | 9  | 0 | 0 | 54 | 1 |
| René Peters       | 1981-06-15 | Jeunesse Esch       | 6  | 0 | 0 | 84 | 3 |
| Joël Pedro        | 1992-04-10 | CS Sedan Ardennes B | 0  | 4 | 0 | 7  | 0 |
| Aanval            |            |                     |    |   |   |    |   |
| Daniel da Mota    | 1985-09-11 | F91 Dudelange       | 6  | 4 | 2 | 35 | 2 |
| Aurélien Joachim  | 1986-08-10 | F91 Dudelange       | 5  | 2 | 1 | 31 | 2 |
| Joël Kitenge      | 1987-11-12 | CS Fola Esch        | 0  | 4 | 0 | 29 | 2 |
| Dan Collette      | 1985-04-02 | Jeunesse Esch       | 0  | 3 | 0 | 30 | 0 |
| Stefano Bensi     | 1988-08-11 | F91 Dudelange       | 0  | 1 | 0 | 7  | 0 |
| Maurice Deville   | 1992-07-31 | SV Elversberg       | 0  | 1 | 0 | 1  | 0 |

FLF · A-internationals · Bondscoaches · Statistieken · Luxemburgs vrouwenelftal · Luxemburg U21 · Luxemburg U19 · Luxemburg U18 · Luxemburg U17 · Luxemburg U16
1911 – 1919 ·
1920 – 1929 ·
1930 – 1939 ·
1940 – 1949 ·
1950 – 1959 ·
1960 – 1969 ·
1970 – 1979 ·
1980 – 1989 ·
1990 – 1999 ·
2000 – 2009 ·
2010 – 2019 ·
2020 − 2029
OS 1920 · 
OS 1924 · 
OS 1928 · 
OS 1936 · 
OS 1948 · 
OS 1952
1911 · 
1912 · 
1913 · 
1914 · 
1915 · 1916 · 1917 · 1918 · 1919 · 
1920 · 
1921 · 1922 · 1923 · 
1924 · 
1925 · 1926 · 
1927 · 
1928 · 
1929 · 1930 · 1931 · 1932 · 1933 · 
1934 · 
1935 · 
1936 · 
1937 · 
1938 · 
1939 · 
1940 · 
1941 · 1942 · 1943 · 1944 · 
1945 · 
1946 · 
1947 · 
1948 · 
1949 · 
1950 · 
1952 · 
1952 · 
1953 · 
1954 · 
1955 · 
1956 · 
1957 · 
1958 · 
1959 · 
1960 · 
1961 · 
1962 · 
1963 · 
1964 · 
1965 · 
1966 · 
1967 · 
1968 · 
1969 · 
1970 · 
1971 · 
1972 · 
1973 · 
1974 · 
1975 · 
1976 · 
1977 · 
1978 · 
1979 · 
1980 · 
1981 · 
1982 · 
1983 · 
1984 · 
1985 · 
1986 · 
1987 · 
1988 · 
1989 · 
1990 · 
1991 · 
1992 · 
1993 · 
1994 · 
1995 · 
1996 · 
1997 · 
1998 · 
1999 · 
2000 · 
2001 · 
2002 · 
2003 · 
2004 · 
2005 · 
2006 · 
2007 · 
2008 · 
2009 · 
2010 · 
2011 · 
2012 · 
2013 · 
2014 · 
2015 ·
2016 ·
2017 ·
2018 ·
2019 ·
2020 ·
2021
Afghanistan ·
Albanië ·
Algerije ·
Armenië ·
Azerbeidzjan ·
België ·
Bosnië en Herzegovina ·
Brazilië ·
Bulgarije ·
Canada ·
Cyprus ·
DDR ·
Denemarken ·
(West-)Duitsland ·
Egypte ·
Engeland ·
Estland ·
Faeröer ·
Finland ·
Frankrijk ·
Gambia ·
Georgië ·
Griekenland ·
Hongarije ·
Ierland ·
IJsland ·
Israël ·
Italië ·
Japan ·
Joegoslavië ·
Kaapverdië ·
Kameroen ·
Kazachstan ·
Letland ·
Liechtenstein ·
Litouwen ·
Madagaskar ·
Malta ·
Marokko ·
Mexico ·
Moldavië ·
Montenegro ·
Myanmar ·
Nederland ·
Nigeria ·
Noord-Ierland ·
Noord-Macedonië ·
Noorwegen ·
Oekraïne ·
Oostenrijk ·
Polen ·
Portugal ·
Qatar ·
Roemenië ·
Rusland ·
San Marino ·
Saoedi-Arabië ·
Schotland ·
Senegal ·
Servië ·
Servië en Montenegro ·
Slovenië ·
Slowakije ·
Sovjet-Unie ·
Spanje ·
Thailand ·
Togo ·
Tsjechië ·
Tsjecho-Slowakije ·
Turkije ·
Uruguay ·
Verenigde Staten ·
Wales ·
Wit-Rusland ·
Zuid-Korea ·
Zweden ·
Zwitserland